# Sphaerolobium nudiflorum
Sphaerolobium nudiflorum är en ärtväxtart som först beskrevs av Meissner, och fick sitt nu gällande namn av George Bentham. Sphaerolobium nudiflorum ingår i släktet Sphaerolobium och familjen ärtväxter. Inga underarter finns listade i Catalogue of Life.